# Суриц, Яков Захарович
Я́ков Заха́рович Су́риц (11 [23] декабря 1882, Динабург, Динабургский уезд, Витебская губерния — 2 января 1952, Москва) — советский дипломат, чрезвычайный и полномочный посол (1943).

## Биография
Родился 11 (23) декабря 1882 года в Динабурге Витебской губернии, Российская империя, в семье владельца ювелирного магазина Захария Лейбовича Сурица (1857—?), уроженца Двинска (Латвия), и Рейзи Янкелевны Суриц (1860—?), родом из Чашников (Лепельского уезда Витебской области Беларуси). По национальности еврей. Семья жила на улице Петербургской в доме Залкинда, 11/12-2.
В 1902 году вступил в Бунд, в 1903 году — в РСДРП, в 1917 году — в РСДРП(б). В 1907 году был арестован и сослан в Тобольскую губернию, освобождён в 1910 году. Эмигрировал в Германию. Учился на отделении государственно-общественных наук философского факультета Гейдельбергского университета, изучал право в Берлинском университете.
В 1917 году вернулся в Россию. Во время Октябрьского переворота, по словам Льва Троцкого, был «по другую сторону баррикады». В 1918 году стал работать в Народном комиссариате иностранных дел (НКИД) РСФСР.
В 1918—1919 годах — заместитель дипломатического представителя РСФСР в Дании (благодаря рекомендации Георгия Чичерина).
В 1919—1921 годах — полномочный представитель РСФСР в Афганистане. В 1920—1922 годах — член Туркестанской комиссии ВЦИК и СНК РСФСР. В 1921—1922 годах — уполномоченный НКИД РСФСР по Туркестану и Средней Азии.
В 1922—1923 годах — дипломатический представитель РСФСР в Норвегии. В 1923—1934 годах — полномочный представитель СССР в Турции. В 1934—1937 годах — полномочный представитель СССР в Германии. «Самая светлая голова среди здешних дипломатов», — как писал о нём посол США в Германии Уильям Додд.
В 1937—1939 годах — член советской делегации в Лиге Наций. С 7 апреля 1937 до 1940 года — полномочный представитель СССР во Франции. 19 марта 1940 года был объявлен правительством Франции персоной нон грата.
В 1940—1945 годах — советник НКИД СССР. 14 июня 1943 года Сурицу был присвоен дипломатический ранг чрезвычайного и полномочного посла.
В 1946—1947 годах — чрезвычайный и полномочный посланник СССР в Бразилии. В 1948 году вышел в отставку.
Яков Захарович Суриц умер 2 января 1952 года в Москве. Похоронен на Введенском кладбище (3-й участок).

## Личная жизнь
- Жена — Елизавета Николаевна Суриц (урождённая Карпова, 1888—1964).
  - Дочери — театровед и балетовед Елизавета Суриц; геофизик Гедда Суриц (1909—1984).
    - Внуки — Елена Суриц, переводчик; Сергей Ниточкин, издатель.

## Награды
- 13 июня 1933 года — орден Ленина «за успешную работу в течение 10-летнего периода на посту полномочного представителя СССР в Турции»[6];
- 5 ноября 1945 года — орден Трудового Красного Знамени.